# ウィリアム・キャヴェンディッシュ (第3代デヴォンシャー公爵)
第3代デヴォンシャー公爵ウィリアム・キャヴェンディッシュ（英語: William Cavendish, 3rd Duke of Devonshire KG PC FRS、1698年9月26日 - 1755年12月5日）は、グレートブリテン王国の貴族、政治家。1721年から1729年まで庶民院議員を務めた後、デヴォンシャー公爵の爵位を継承した。以降王璽尚書、王室家政長官、アイルランド総督などの官職を歴任した。

## 生涯
第2代デヴォンシャー公爵ウィリアム・キャヴェンディッシュとレイチェル・ラッセルの長男として、1698年に生まれた。1715年5月30日にオックスフォード大学ニュー・カレッジに入学、1717年7月6日にマスターオブアーツの学位を取得した。
父と同じく政治家になり、1721年の補欠選挙でロストウィシアル選挙区で当選して庶民院議員になる。1722年イギリス総選挙でグラムパウンド選挙区に鞍替えして無投票で当選、1727年イギリス総選挙でハンティンドンシャー選挙区に鞍替えして当選した。1729年に父が死去するとデヴォンシャー公爵の爵位を継承、貴族院に移籍した。1731年6月12日に枢密顧問官に任命され、1733年6月12日にガーター勲章を授与されたほか、1731年から1733年まで王璽尚書を、1737年から1744年までアイルランド総督を務めた。1733年から1737年と1745年から1749年まで王室家政長官を務めた後、1749年に引退した。1739年に捨子養育院の初代総裁の1人になったほか、1748年1月21日に王立協会フェローに選出された。
デヴォンシャー公爵はブルームスベリーの旧デヴォンシャー・ハウスを売却して、ピカデリーのデヴォンシャー・ハウスを改修しようとした。しかし、デヴォンシャー・ハウスは改修中の1733年10月16日に火事に遭い、デヴォンシャー公爵はウィリアム・ケントに依頼してパッラーディオ様式で再建した。
1745年ジャコバイト蜂起では1745年12月3日にダービーシャー・ブルースという民兵部隊を編成して国王ジョージ2世を支持した。
1755年12月5日に死去、長男ウィリアムが爵位を継承した。

## 家族
1718年3月27日、ジョン・ホスキンス（1640年 – 1717年5月16日）の娘キャサリン（1777年5月8日没）と結婚、4男3女をもうけた。
- キャロライン（1719年5月22日 – 1760年1月20日） - 第2代ベスバラ伯爵ウィリアム・ポンソンビー（英語版）と結婚、子供あり
- ウィリアム（1720年 – 1764年） - 第4代デヴォンシャー公爵
- ジョージ（英語版）（1727年頃 – 1794年） - 生涯未婚
- エリザベス（1727年以前 – 1796年） - ジョン・ポンソンビーと結婚、子供あり
- レイチェル（1727年6月7日 – 1805年5月8日） - 初代オーフォード伯爵ホレイショ・ウォルポールと結婚、子供あり
- フレデリック（英語版）（1729年頃 – 1803年） - 軍人、生涯未婚
- ジョン（英語版）（1734年頃 – 1796年） - 政治家、財務大臣

第3代デヴォンシャー公爵夫婦はチャールズ3世と1人目の妃ダイアナの最も近い共通祖先として知られる。チャールズは第3代デヴォンシャー公爵の息子ウィリアム（第4代デヴォンシャー公爵）の子孫で、ダイアナは第3代デヴォンシャー公爵娘エリザベスの子孫である。